# Martine Andernach

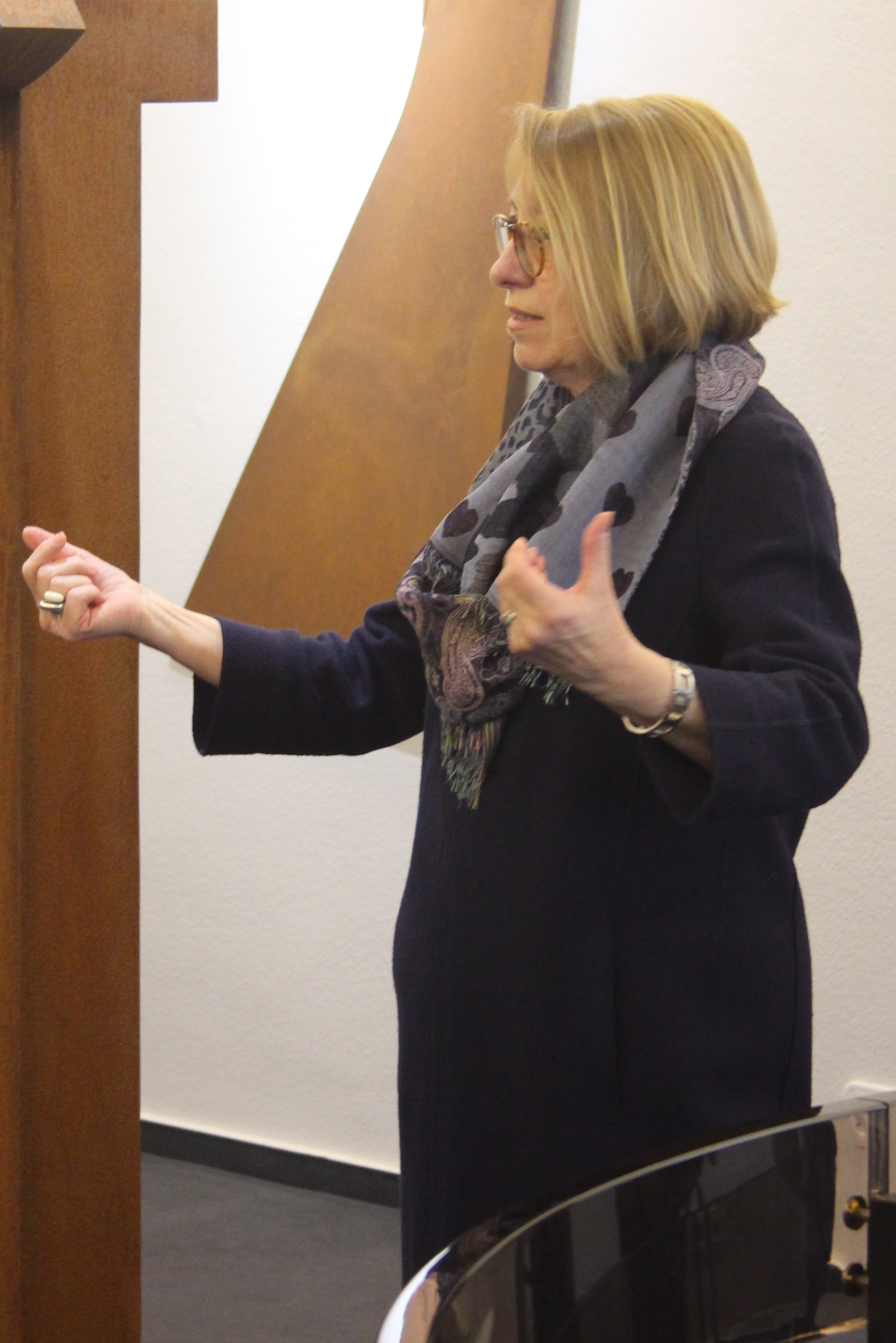
Martine Andernach anlässlich ihrer Ausstellung in der Galerie KunstRaum Bernusstraße, Frankfurt (2016)

Martine Andernach (* 1948 in Rang-du-Fliers, Frankreich) ist eine französisch-deutsche Stein- und Metallbildhauerin. Sie lebt und arbeitet vorwiegend in Mülheim-Kärlich sowie in Paris.

## Biographie
Martine Andernach wurde 1948 in Rang-du-Fliers, Frankreich, geboren, verbrachte aber ihre Kindheit und Jugend in Paris. Seit 1969 lebt sie in Deutschland. Nachdem sie sich schon immer für Formen und die Gestaltung von Raum interessiert hatte, studierte sie von 1978 bis 1982 Bildhauerei an der Kunstfachhochschule Köln bei Hans Karl Burgeff und Daniel Spoerri. Sie erhielt einige Stipendien und nahm an mehreren Bildhauer-Symposien teil. Von 1991 bis 2014 war sie Dozentin an der Europäischen Kunstakademie Trier.
Martine Andernach ist verheiratet und hat zwei erwachsene Kinder. Sie lebt und arbeitet in Mülheim-Kärlich sowie in Paris.

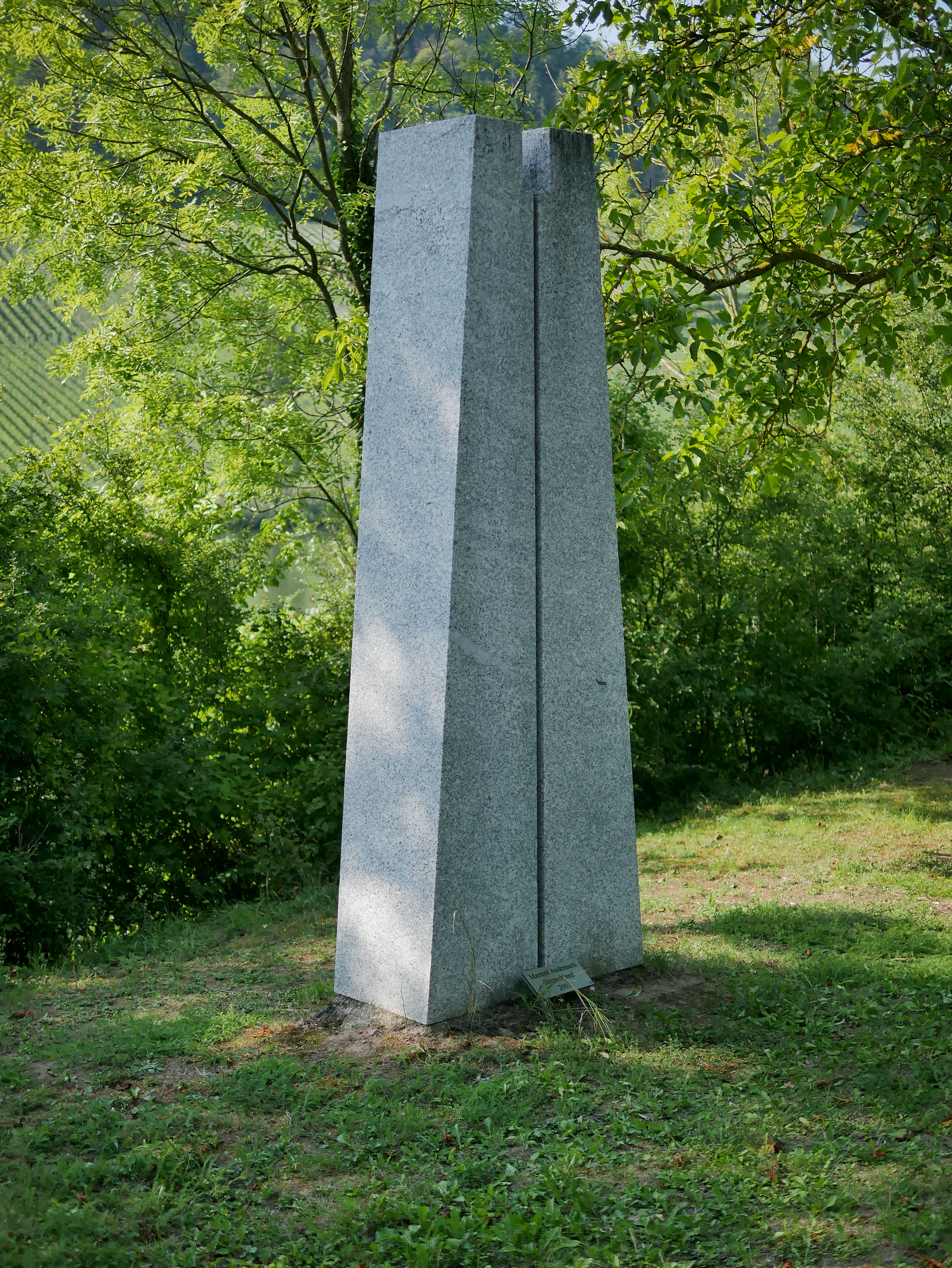
Martine Andernach, Wegmarken Steine am Fluss, 2001, Granit

## Werk

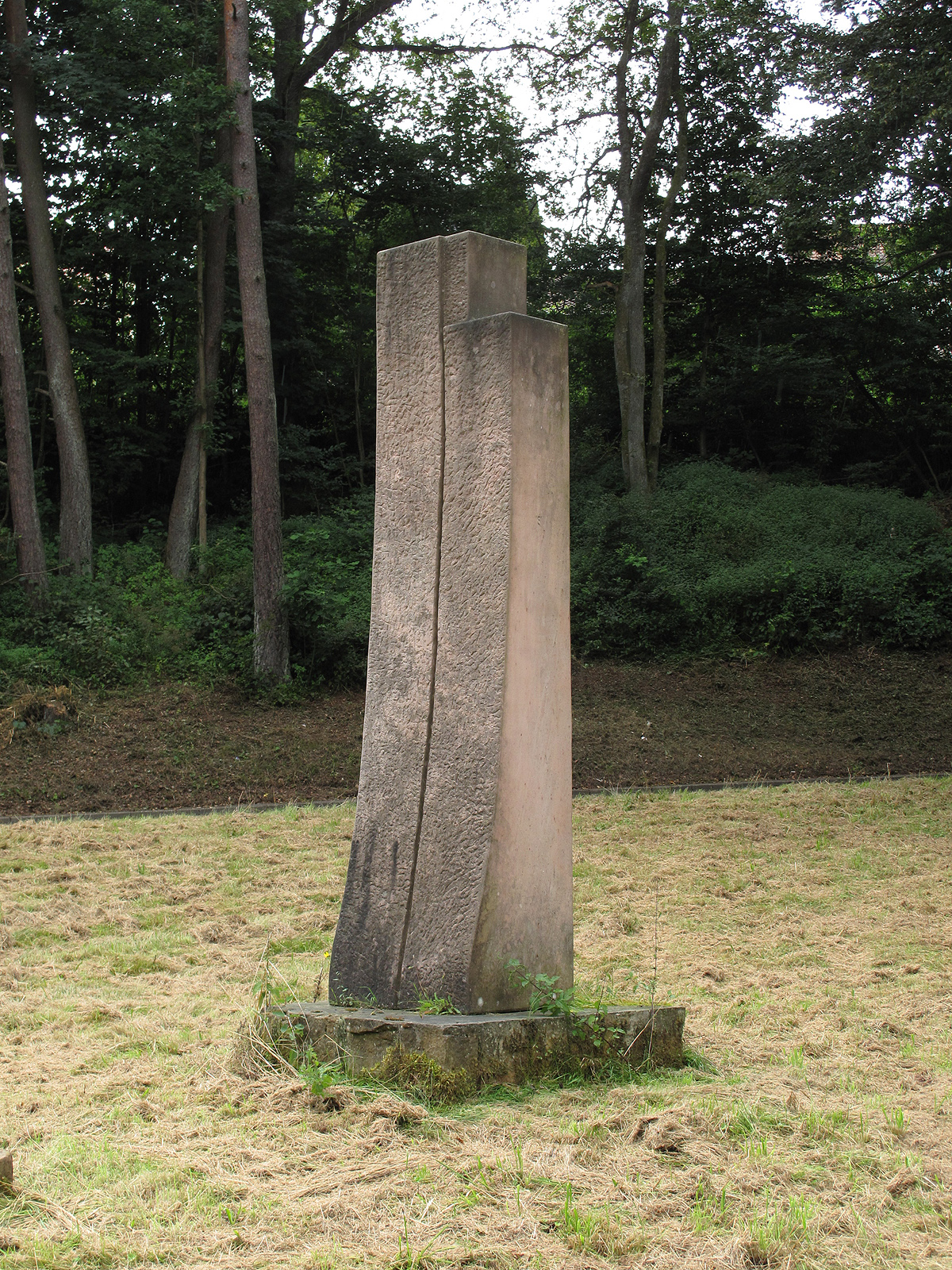
Martine Andernach, Liens, 2005, Trippstadt-Stelzenberg

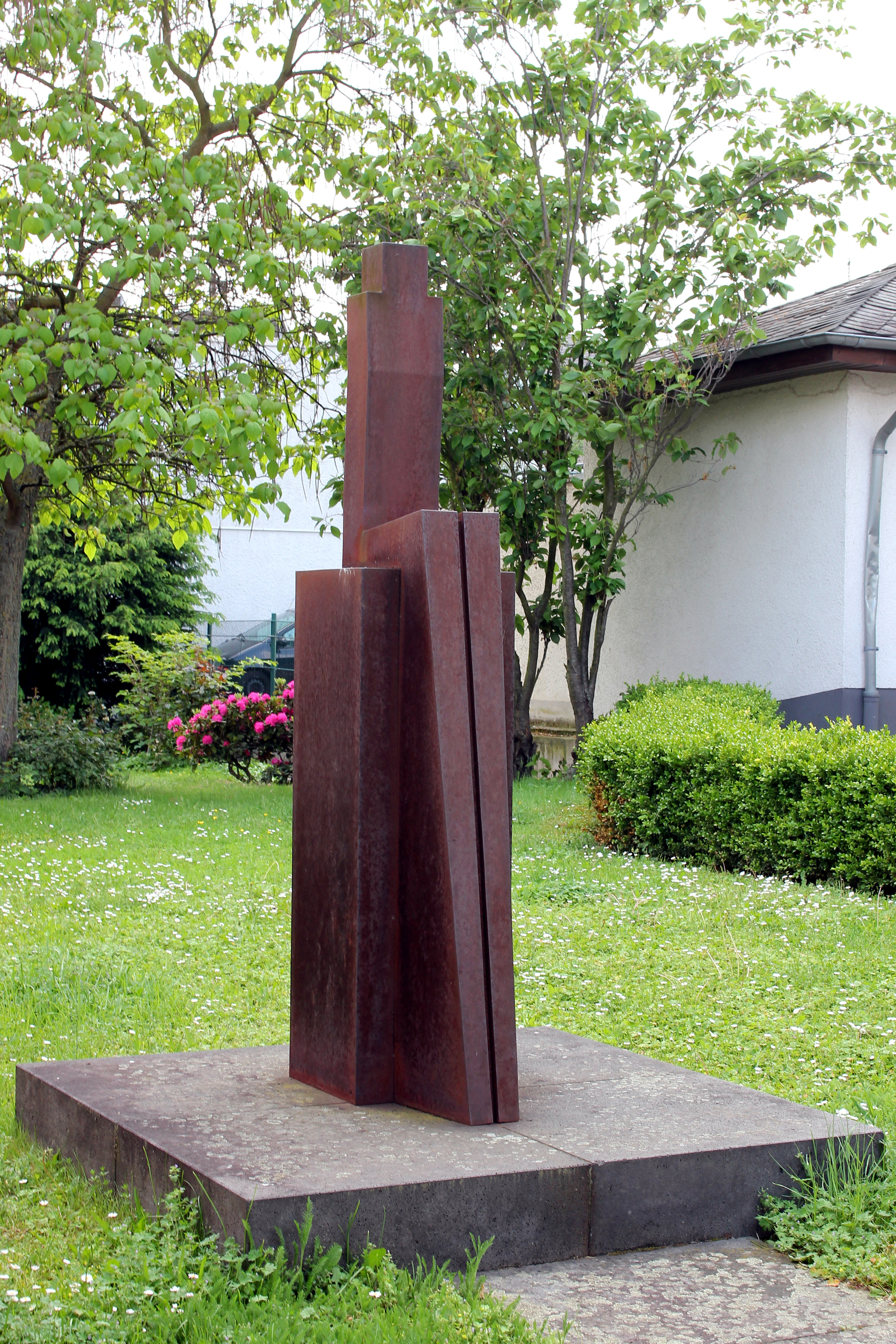
Martine Andernach „Sitzende“, 1996, Mülheim-Kärlich

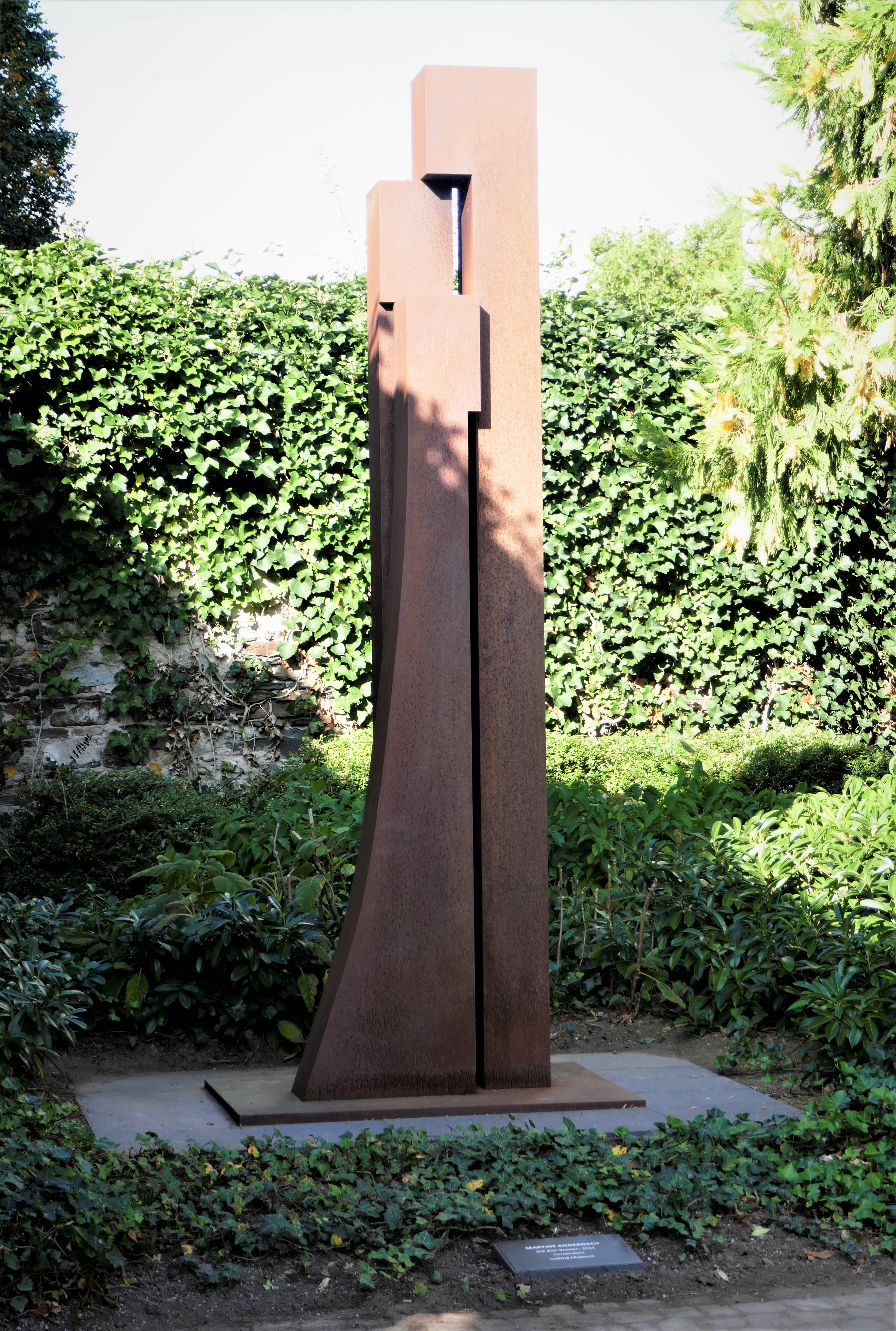
Martine Andernach Trois Graces (Drei Grazien), 2011, Corten-Stahl, Ludwigmuseum Koblenz Skulpturengarten

Ihr Studium an der Kunsthochschule Köln ergänzte Martine Andernach mit einem intensiven Eigenstudium von Werken moderner Künstler in Pariser Museen. Sie nennt Künstler wie Ossip Zadkine, Amedeo Modigliani und Julio Gonzales als prägend, weist aber auch auf ägyptische und afrikanische Kunst hin, die sie bis heute beeinflusst.
In ihrer künstlerischen Arbeit fasst Martine Andernachs das Thema Figur geometrisch auf und verwendet dabei bevorzugt kubische Formen. Dabei sind ihre Köpfe, Stehende, Sitzende, Torsi und andere Formen weniger konstruktivistisch, sondern basieren auf einer Analyse der menschlichen Figur. Ihre Skulpturen sind Neuerfindungen nach der Natur. Dabei konzentriert sie sich meist auf wenige, klare Grundformen, die sie zusammensetzt und mit Asymmetrien und zunehmend informellen Elementen in Bewegung bringt. Die Materialbeschaffenheit spielt hierbei immer eine wichtige Rolle. Sie arbeitet bevorzugt in Stein, aber auch in Stahl, Corten-Stahl und Bronze. Zu ihren Werken gehören ebenfalls Holzschnitte, die die Formfindungen der Skulpturen im Zweidimensionalen fortsetzen, und reduzierte Materialcollagen, in denen wie in den Steinskulpturen Texturen und Formen spannungsreich interagieren.

## Ausstellungen (Auswahl)
- 1983, 2008, 2013: Haus Metternich, Koblenz
- 1985: Brückenturmgalerie der Stadt Mainz
- 1986, 1993, 2015: Mittelrhein-Museum Koblenz
- 1988: Galerie Walther Düsseldorf
- 1989: Galerie Dagmar Rehberg, Mainz
- 1991: Galerie Villa Rolandseck, Remagen-Rolandseck
- 1991: Pfalzgalerie Kaiserslautern
- 1993: Kunsthalle Darmstadt
- 1993: Schloss Waldhausen, Mainz (mit Renate Schmitt)
- 1994, 2000: Galerie Rothe, Frankfurt
- 1995: Kunsthistorisches Museum Osnabrück
- 1999, 2006, 2012, 2017: Fritz-Winter-Haus, Ahlen
- 2000, 2006: Fritz-Winter-Atelier, Diessen
- 2002, 2005, 2007, 2013: Galerie Dreiseitel, Köln
- 2005: Oberhessisches Museum Gießen
- 2009: Château de Vaudrémont, Frankreich (mit Paul Strecker)
- 2011: Kunsthalle Koblenz
- 2012, 2016, 2017: KunstRaum Bernusstraße, Frankfurt (mit Aloys Rump)
- 2013: Galerie „op der Kap“, Capellen, Luxemburg, (mit Michael Kravagna und Jean Leyder)
- 2013: Galerie Rehberg, Horn
- 2015: Galerie Arthus (mit U. Wolff), Zell am Harmersbach
- 2016: Geometrie des Lebendigen, Contemporanea – Galerie für moderne Kunst, Oberbillig/Trier
- 2017: Propos géométriques, espace mediArt, Luxemburg (mit Anne Fabeck u. Pierre Mavropoulos)
- 2017: Galerie am Stall, Hude

## Präsenz in Museen und Sammlungen (Auswahl)
- Kultusministerium Mainz
- Landesmuseum Mainz
- Mittelrheinmuseum Koblenz
- Museum Pfalzgalerie Kaiserslautern
- Landeszentralbank Mainz
- Sport – Toto – GmbH Rheinland-Pfalz
- Stadtsparkasse Düsseldorf
- Kreissparkasse Hannover
- Volksbank Mülheim-Kärlich
- Städt. Kunstmuseum Spendhaus Reutlingen,
- Städtische Museen Heilbronn
- Landesbank Rheinland-Pfalz
- Oberhessisches Museum Gießen
- Lehmbruck Museum Duisburg
- Graphische Sammlung der Universität Trier
- Kunstsammlungen der Veste Coburg

## Kunst im öffentlichen Raum
- 1987: Landeszentralbank Kaiserslautern
- 1991: Rathaus Vallendar
- 1995: Sporthalle Koblenz-Rübenach
- 1996: Rathausplatz (Brunnen und „Sitzende“), Mülheim-Kärlich
- 1997: Sporthalle Koblenz-Oberwerth
- 1999: Voies Celtes en Bourgogne, St. Symphorien de Marmagne, Burgund, Frankreich
- 2004: Polizeiinspektion Straßenhaus
- 2005: Platzgestaltung vor Gebäude der Stadtverwaltung und VHS Neuwied
- 2007: Bundeswehrzentralkrankenhaus, Koblenz
- 2009: Stadthaus Gießen
- 2009: Sporthalle des MTV Pirmasens
- 2020: Blumenhof, am Ludwig Museum, Koblenz

## Auszeichnungen und Preise
- 1984: Burgundstipendium des Kultusministeriums Rheinland-Pfalz
- 1989: Lincolnstipendium des Kultusministeriums Rheinland-Pfalz
- 2015: Hanns-Sprung-Preis der AKM[1]